# 拉多勒山
46°25′30″N 6°05′58″E / 46.42500°N 6.09944°E

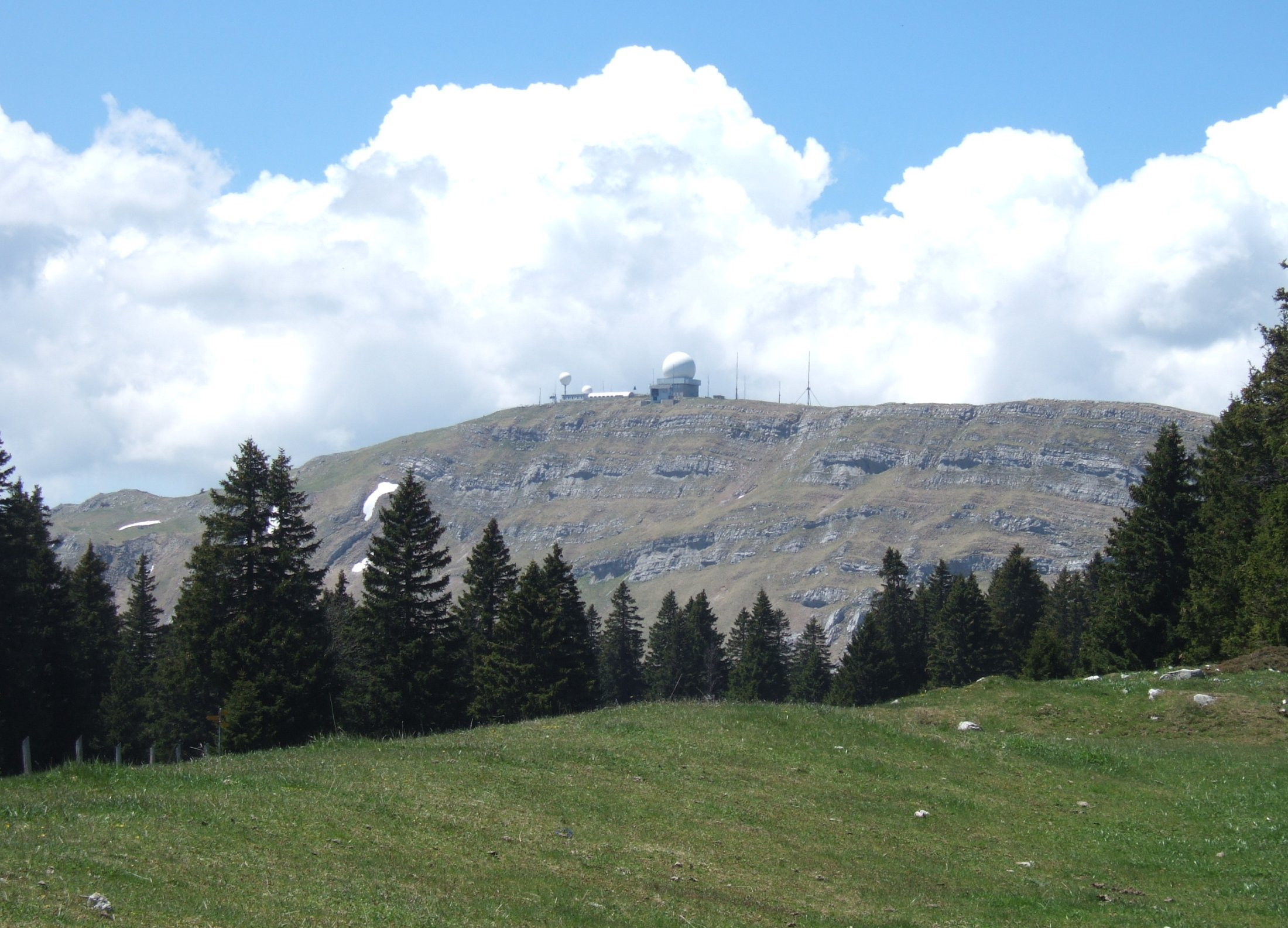

拉多勒山（La Dôle），是瑞士的山峰，位於該國西部，由沃州負責管轄，屬於汝拉山的一部分，俯瞰萊芒湖，海拔高度1,677米，每年平均降雨量1,888毫米。